# 藻岩下公園
藻岩下公園（もいわしたこうえん）は、北海道札幌市南区南30条西8丁目3にある公園。ミュンヘン大橋のたもとに位置する。

## 概要
パンダ公園の異名を持ち、この地域を盛り上げようと市民団体「パンダフル」が活動している。
園内には、右手を頭の上に挙げ、左手を腹に当てて腰を下ろした、珍妙な姿勢のパンダ像が飾られている。これは像が設置されたころに流行していた漫画『おそ松くん』の登場人物「イヤミ」が取る「シェー」のポーズである。当初は同様のパンダ像がもう1体あったが、2006年（平成18年）の時点で現存するのは1体のみとなっていた。
その後2007年（平成19年）になって、市内の別の場所から「シェー」ポーズではないパンダ像1体が移入された。パンダフルは地域の子供たちを招き、この新パンダ像の化粧直しをイベントとして執り行った。子供たちがパンダの絵を描いた旗を掲揚し、像のペンキを塗り直したのである。

## ギャラリー

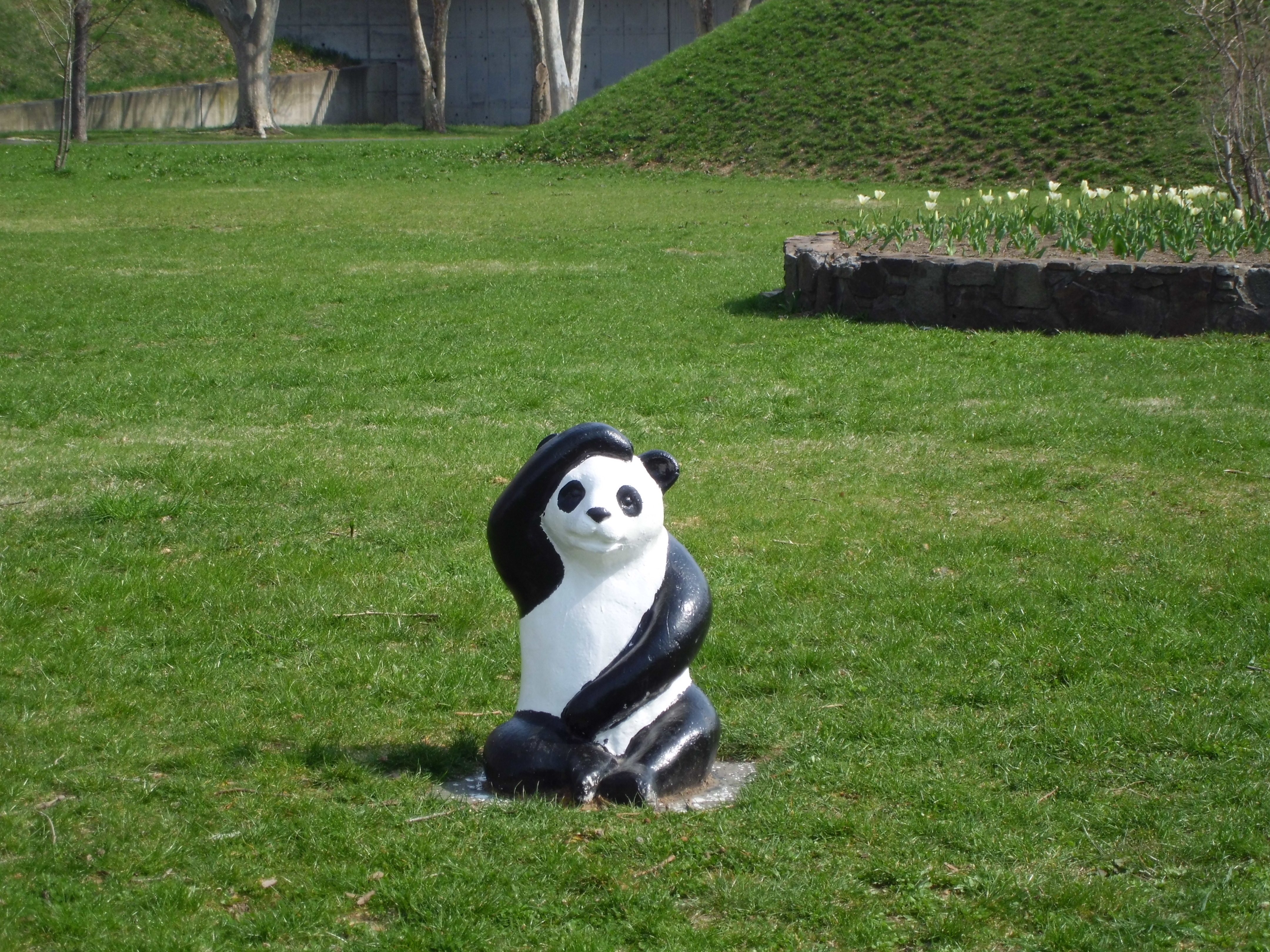
「シェー」のパンダ像
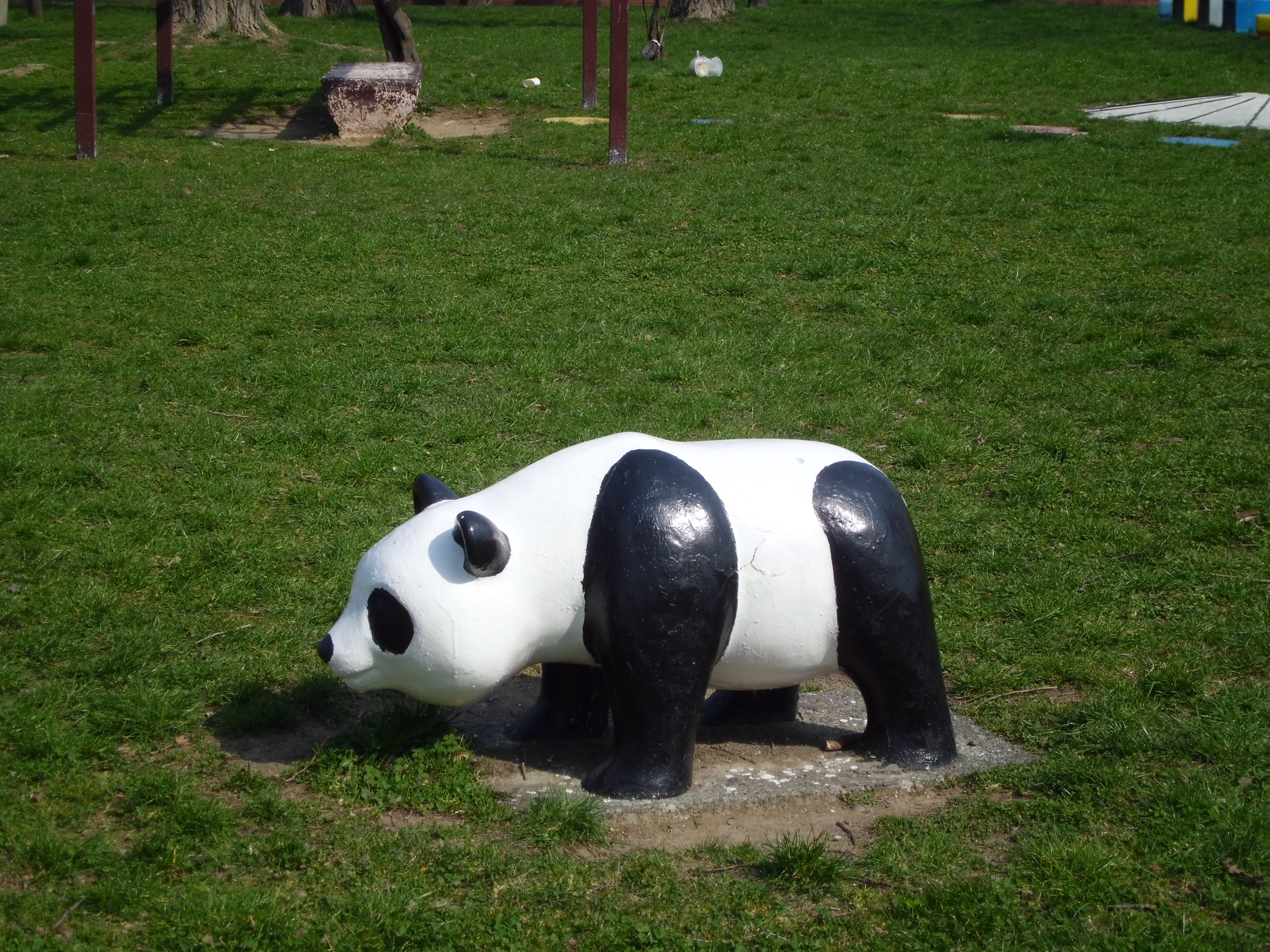
移入されたパンダ像